# Morgue Story: Sangue, Baiacu e Quadrinhos
Morgue Story: Sangue, Baiacu e Quadrinhos és una pel·lícula brasilera estrenada el 2009 del gènere terror i comèdia, escrita i dirigida per Paulo Biscaia Filho.
Morgue Story és una adaptació d'una obra homònima posada en escena el 2004 a la capital de Paraná. La pel·lícula va tenir les seves ubicacions a la ciutat de Curitiba, i es va estrenar el 2009 en diversos festivals de cinema d'arreu del món. El seu debut, al Brasil, va tenir lloc el juny de 2010.
Presentat a més de 30 festivals de cinema, va ser premiat en els següents festivals:
- Indie Distribution Fest, de La Jolla, CA, com a Premi al Mèrit;
- Menció especial a Montevideo Fantastico;
- Elecció del públic - Millor llargmetratge a Zompire: Undead Film Festival;
- Millor pel·lícula de terror al Swansea Bay Film Festival (Regne Unit);
- Millor pel·lícula de terror al Heart of England Film Festival (Regne Unit);
- Millor pel·lícula de terror internacional al Festival Internacional de Cinema d'Illinois;
- Millor actriu a la Buenos Aires Rojo Sangre per Mariana Zanette;
- El millor del festival al Festival de cinema de terror de Puerto Rico.

L'agost de 2010 va participar al Festival de cinema brasiler a Israel i el 2011 va ser nominat per a la final de la categoria Ficció al Grande Prêmio Brasileiro de Cinema.

## Argument
Tot transcorre en una morgue quan els tres personatges principals de la història (un dibuixant, un venedor i un forense), amb els seus problemes i neurosis, es troben per una casualitat del destí i transformen l'alba en una comèdia boja, plena d'horror i surrealisme.

## Repartiment
- Mariana Zanette ..... Ana Argento
- Anderson Faganello ..... Tom
- Leandro Daniel Colombo ..... Dr. Daniel Torres
- Edson Bueno ..... Dr. Samuel
- Cléber Borges ..... Sacerdot
- Wagner Corrêa ..... Barman
- Anderson Faganello ..... Tom
- Carolina Fauquemont ..... Martina
- Rafaella Marques ..... Jaque
- Michelle Pucci ..... Germana de Martina
- Fábio Silvestre ..... Dr. Sérgio
- Marcel Szymanski ..... Zombie
- Regina Vogue..... Mare